# ستار وارز: باتلفرونت إليات سكوادورن
ستار وارز: باتلفرونت إليات سكوادورن (بالإنجليزية: Star Wars Battlefront: Elite Squadron)‏ ، هي لعبة فيديو إلكترونية من نوع أكشن وتصويب منظور الشخص الثالث ، أنتجت سنة 2009 وتعمل لنظامي بلاي ستيشن بورتبل ونينتندو دي إس.